# Florence (Arizona)
Florence város az USA Arizona államában. Lakosainak száma 26 785 fő (2020. április 1.).

## Népesség
A település népességének változása:

| 2010 | 25 536 |
| 2020 | 26 785 |